# Белогоровка (Ростовская область)
Белого́ровка — хутор в Миллеровском районе Ростовской области. Входит в состав Дёгтевского сельского поселения.

## География
На хуторе имеется одна улица: 1 Мая.

## Население
| 2010 |
| ---- |
| 10   |